# La niña que creía en los milagros
The Girl Who Believes in Miracles (La niña que creía en los milagros en español) es una película dramática cristiana estadounidense de 2021 dirigida y producida por Richard Correll. La película está protagonizada por Mira Sorvino, Peter Coyote, Austyn Johnson y Kevin Sorbo. La niña que creía en los milagros se estrenó el 2 de abril de 2021, fue producida por 120 dB Films, Gerson Productions, The Mustard Seed Production y Trailmaker Productions. Fue distribuido por Atlas Distribution Company.

## Trama
Sara Hopkins es una niña amable con una fuerte fe en Dios. Un día, cuando está de paseo en el lago cerca a la casa de su abuelo con su hermano, Danny, y su novia, Cindy, Sara encuentra un pájaro muerto pero cree que puede orar a Dios para revivirlo, lo hace y el animal revive, luego se lo cuenta a sus padres, aunque su familia es un poco escéptica. Más tarde, cuando Danny salva a su rival de futbol Alvie de ser atropellado por un coche, el perro de Alvie es atropellado en su lugar, y Sara milagrosamente lo devuelve a la vida, para asombro de todos. Inspirado, el mejor amigo de Sara, Mark, un parapléjico que usa silla de ruedas, le pide a Sara que ore con él y, finalmente, puede caminar nuevamente. Sara se convierte en una celebridad nacional cuando se le atribuyen más milagros y comienza a curar a niños ciegos y enfermos. La familia de Sara se preocupa cuando Sara se cae después de orar muchas veces y se entera de que se está muriendo de un tumor cerebral inoperable.
El doctor les sugiere a sus padres que lleven a Sara al hospital para que ella se mejore, pero Sara quiere ir al lago en donde vio a Dios por primera vez, por lo que su abuelo hace un plan con las personas que ella ayudo a curar para sacarla del hospital. Lo logran y huyen hacia el lago contra los deseos de sus padres y cuando llegan allí, Dios aparece y el espíritu de Sara aparece ante él y ambos desaparecen mientras todos lloran su muerte. Sin embargo, Danny descubre una pintura de ella dejando a Dios para regresar con su familia, lo que significa que todavía está viva, por lo que reza para que regrese y ella despierta, para alegría de todos. Humildemente, ella les cuenta a todos que Dios sanó a esas personas y que ella simplemente hizo lo que Él le dijo que hiciera.

## Elenco
- Mira Sorvino como Bonnie Hopkins
- Kevin Sorbo como el Dr. Ben Riley
- Peter Coyote como Sam Donovan
- Tommi Rose como Cindy Kramer
- Austyn Johnson como Sara Hopkins
- Darryl Cox como el pastor Jerry 'Mac' Macmillan
- Burgess Jenkins como Alex Hopkins
- Paul-Mikel Williams como Mark Miller
- David Burkhart como reportero

## Liberar
La película se estrenó en los cines en Estados Unidos el 2 de abril de 2021.

### Medios domésticos
La película se estrenó en las plataformas digitales el 1 de junio de 2021.